# مقبس 604
مقبس 604 (بالإنجليزية: ٍSocket 604) وهو مقبس أنتجته شركة إنتل لوحدات المعالجة المركزية من نوع كزيون للحواسيب الخادمة. وإن سرعة ناقل البيانات أف أس بي لهذا المقبس هي 400 و 533 و 800 و 1066 MT/s بنقل رباعي لوحدات معالجة بتكولوجيا تصنيع و 130 و 90 و 65 و 54 نانومتر. وهذه الوحدات لا يمكنها أن تستخدم مقبس 603 بسبب زيادة إبرة لهذا المقبس.